# Niphates nitida
Niphates nitida är en svampdjursart som beskrevs av Fromont 1993. Niphates nitida ingår i släktet Niphates och familjen Niphatidae. Inga underarter finns listade i Catalogue of Life.